# Kanton Champagney
Champagney is een voormalig kanton van het Franse departement Haute-Saône. Het kanton maakte deel uit van het arrondissement Lure. Het werd opgeheven bij decreet van 17 februari 2014 met uitwerking op 22 maart 2015.

## Gemeenten
Het kanton Champagney omvatte de volgende gemeenten:
- Champagney (hoofdplaats)
- Clairegoutte
- Échavanne
- Errevet
- Frahier-et-Chatebier
- Frédéric-Fontaine
- Plancher-Bas
- Plancher-les-Mines
- Ronchamp